# Bernardino Lotti
Bernardino Lotti (Massa Marittima, 4 maggio 1847 – Roma, 11 gennaio 1933) è stato un geologo italiano.

## Biografia

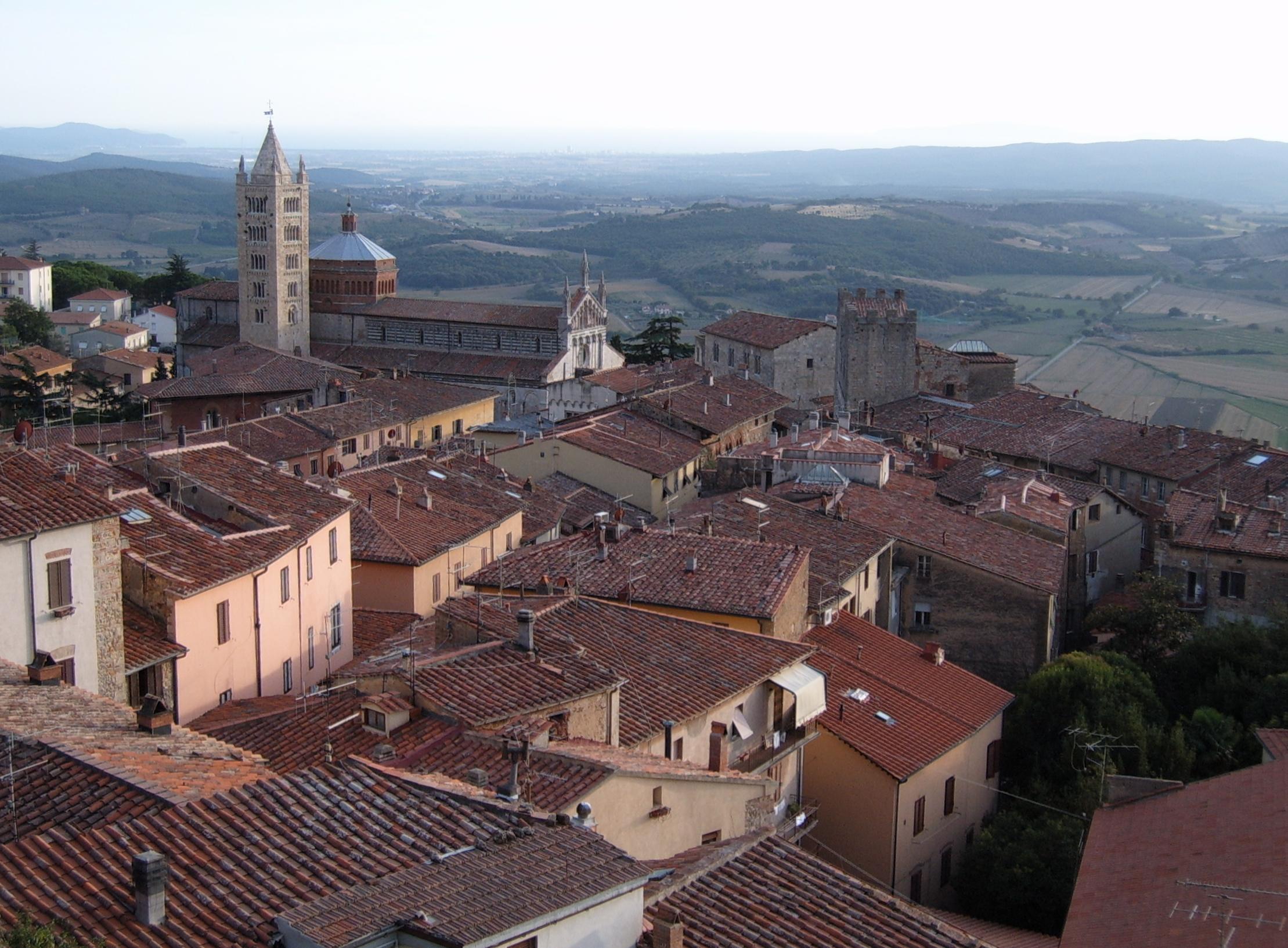
Massa Marittima

Bernardino Lotti nacque a Massa Marittima da Luigi Lotti e Maria Manenti. Fece i suoi primi studi nella sua città natale e a Siena, passando poi all'Università di Pisa, dove si laureò in Scienze Matematiche nel 1870 e l'anno successivo conseguì il diploma di Ingegnere civile.
Sempre nel 1871 vinse il concorso di operatore straordinario del Regio Comitato Geologico che al tempo aveva sede a Firenze (il Comitato si trasferì a Roma tre anni dopo), ma prenderà servizio effettivo come geologo-rilevatore solo nel 1879, con il compito di preparare la carta geologica del nuovo Stato Italiano.
Nell'intervallo di tempo che intercorre tra la vincita del concorso e l'entrata in servizio, il Lotti rifiutò la nomina come ingegnere nel Corpo Statale delle Miniere, e intraprese tutta una serie di studi che gli valsero una certa notorietà, tanto che nel 1876 fu chiamato a reggere la cattedra di Geologia e Mineralogia all'Università di Catania, che di nuovo rifiutò.
Terminato il rilevamento geologico della Toscana, fu chiamato, in qualità di Ingegnere Capo, all'Ufficio Geologico di Roma, dove si interessò del rilevamento geologico dell'Umbria. Passò poi nel 1911 alla Direzione dello stesso Ufficio, rimanendovi fino al momento nel quale raggiunse l'età della pensione, nel 1919.
Nel 1912 fu nominato presidente della Società Geologica Italiana.
Di fede socialista e amico di Turati, continuò a sostenere le sue idee anche durante il regime fascista. Collaborò al periodico socialista La Martinella, usando lo pseudonimo di "Biel"
Morì a Roma l'11 gennaio 1933.
Nel 1933 a lui è stato intitolato l'Istituto Statale di Istruzione Superiore di Massa Marittima e nel 2013 gli è stato dedicato un minerale, la bernarlottiite.

## Opere
Nei 40 anni che trascorse al Regio Ufficio Geologico, il Lotti rilevò, in buona parte da solo, 22 fogli al 100.000 della carta geologica d'Italia, ossia tutti i 16 fogli della Toscana e 6 dell'Umbria. A questo proposito il professore Giorgio Marinelli dell'Università di Pisa, in un suo scritto commemorativo sul Lotti del 1983, afferma che l'illustre geologo massetano "dall'età di 32 anni, quando nel 1879 prese servizio, a quando andò in pensione nel 1919, percorse a piedi e talvolta con il mulo, il territorio di 252 tavolette al 25.000, scala in cui veniva effettuato il rilevamento, ognuna delle quali rappresenta una superficie di 100 km²".
Nel necrologio del Lotti, scritto nel 1934, dal prof. Michele Gortani dell'Università di Bologna sul Bollettino del R. Ufficio Geologico d'Italia, si legge: "Bernardino Lotti fu invero uno dei più eminenti e caratteristici rappresentanti di quel periodo degli studi geologici italiani che si è chiuso, può dirsi, con la Grande Guerra (1914-18): eminente così per vigore d'ingegno come per attività indefessa, così per vastità di campi esplorati come per varietà di argomenti approfonditi, così per l'appassionato entusiasmo come per l'ardore tenace nelle discussioni scientifiche. Entrato a trentadue anni (definitivamente) nel R. Ufficio Geologico, egli vi manifestava subito le sue doti preclare, ponendosi tosto in linea con quella schiera valorosa che poneva l'ancor giovane istituzione al livello delle più ammirate e celebrate straniere, alacremente rilevando il suolo italiano con solidità di preparazione, continuità di metodo e accuratezza di indagine". Più avanti l'illustre professore, a proposito degli "acuti studi di geologia mineraria" condotti dal Lotti, afferma: "Se a lui deve progressi notevoli la scienza, il Massetano e la regione Amiatina gli devono gran parte della prosperità che acquistarono nell'ultimo cinquantennio. Specialmente fertile di risultati fu a questo riguardo l'attività del Lotti nel periodo tra il 1885 e il 1900; è di tali anni lo studio genetico dei giacimenti di Massa Marittima con la scoperta dei filoni calaminari e della mineralizzazione cuprifera del grosso filone di Boccheggiano, la scoperta del grande giacimento piritoso di Gavorrano, la messa in evidenza dei giacimenti cinabriferi di Abbadia S. Salvadore e di Pereta".
Infatti, grazie alle sue scoperte sui filoni dell'area di Massa Marittima, contribuì allo sviluppo delle attività estrattive nell'area di Boccheggiano e di Niccioleta, ed in seguito di Gavorrano e del Monte Amiata.
Gortani conclude: "Ben a ragione, pertanto, la Società Geologica Italiana voleva Bernardino Lotti alla sua presidenza nel 1912 e la Società Mineralogica di Pietroburgo e la Società Belga di Geologia lo nominavano loro membro onorario".
Al Lotti va attribuita la prima carta geologica dell'Isola d'Elba del 1882.

### Pubblicazioni principali
- Descrizione geologica dell'isola d'Elba, Tipografia Nazionale, Roma, 1886 (in Memorie descrittive della carta geologica d'Italia, R. Ufficio geologico).
- Descrizione geologica dell'Umbria, Ministero dell'economia Nazionale, R. Ufficio geologico, Provved. Gen. Dello Stato, Roma, 1926.
- I depositi dei minerali metalliferi : guida allo studio e alla ricerca dei giacimenti metalliferi con speciali esemplificazioni di giacimenti italiani, Edizioni de "L'industria mineraria", 1928.
- Geologia della Toscana,  Tipografia Nazionale, Roma, 1910 (in Memorie descrittive della carta geologica d'Italia, volume 13,  R. ufficio geologico).